# Johann Heinrich Christoph Seffer
Johann Heinrich Christoph Seffer (* 18. Juni 1783 in Dollbergen; † 6. Juni 1848 in Alfeld an der Leine) war ein deutscher Pädagoge, Lehrer und Schulleiter in Alfeld.

## Leben
Seffer erhielt seine Ausbildung zum Pädagogen in Hannover am dortigen Schullehrer-Seminar.
Ab 1810 wirkte er an der Alfelder Lateinschule. Im selben Jahr – während der sogenannten „Franzosenzeit“ – wurde erstmals eine Verlegung der bisher in Salzdetfurth unter der Oberaufsicht des Theologen und Konsistorialrats August Friedrich Brackmann stehenden und von dem Oberlehrer August Billerbeck geführten Lehrerseminars nach Alfeld geplant, das dann am 21. Juli 1813 feierlich in Alfeld eröffnet wurde. Als eigentlicher Gründer war der Gründer des Alfelder Schullehrer-Seminars gilt jedoch Seffer, der bis 1848 im Gebäude der Lateinschule wirkte.
Zudem leitete Seffer als Rektor die Alfelder Stadtschulen.
Seffer wurde auf dem Alten Friedhof in Alfeld bestattet, wo sich sein eisernes Grabkreuz mit einer neu installierten Inschriften-Tafel noch heute findet.

## Schüler
- Heinrich Wilhelm Palandt[2]

## Schriften (Auswahl)

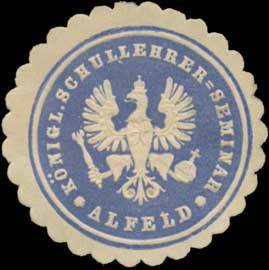
Siegelmarke des Königlichen Schullehrer-Seminars Alfeld, das Seffer gründete

- Hülfsbuch beim Unterrichte in der deutschen Sprache für Kinder in Elementarschulen, von J. H. Ch. Seffer,
  - [Band 1]: 2., verbesserte Auflage, Hannover: Im Verlage der Hahn’schen Hofbuchhandlung, 1835
  - Band 2, 2., verbesserte und vermehrte Auflage, 1844
  - Band 3: 3: Enthaltend das Nöthigste über Aufsätze (1841)
- Erstes Hülfsbuch beim Unterrichte in der deutschen Sprache. Für Kinder in Elementarschulen, 4., verbesserte Auflage, Hannover, im Verlage der Hahn’schen Hofbuchhandlung, 1844
- Zweites Hülfsbuch beim Unterrichte in der deutschen Sprache für Kinder in Elementarschulen / J. H. Ch. Seffer, 4., neu bearbeitete Auflage, Hannover: Hahn, 1863